# Stigmella rhoifoliella
Stigmella rhoifoliella là một loài bướm đêm thuộc họ Nepticulidae. Nó được tìm thấy ở Ohio và Kentucky.

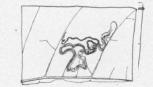
Mine

Sải cánh dài 3.2-4.2 mm. Late instar larvae may be được tìm thấy ở tháng 6, cuối tháng 7 và tháng 9. Con trưởng thành bay vào tháng 6 và particularly tháng 8. There are two to three generations per year.
Ấu trùng ăn Rhus toxicodendron. Chúng ăn lá nơi chúng làm tổ. 